# 西田直敏
西田 直敏（にしだ なおとし、1931年8月22日 - ）は、日本の国語学者。学位は、博士（文学）（東京大学・論文博士・1995年）（学位論文「「自敬表現」の歴史的研究」）。甲南女子大学名誉教授。北海道大学教授・甲南女子大学教授を歴任。

## 略歴
1954年熊本大学法文学部国文科卒。1956年東京大学大学院国語学修士課程修了。
1995年、「「自敬表現」の歴史的研究」で、東京大学より博士（文学）の学位を取得。
1956年東京大学文学部助手、駒澤大学文学部助教授、1965年北海道大学文学部助教授、1979年教授、1985年甲南女子大学文学部教授。2002年定年退任、名誉教授。
妻は児童文学研究者の西田良子。

## 著書
- 『平家物語の文体論的研究』（明治書院） 1978
- 『敬語』（東京堂出版、国語学叢書） 1987
- 『平家物語の国語学的研究』（和泉書院） 1990
- 『文章・文体・表現の研究』（和泉書院） 1992
- 『日本文法の研究』（和泉書院） 1993
- 『『新体詩抄』研究と資料』（翰林書房） 1994
- 『「自敬表現」の歴史的研究』（和泉書院） 1995
- 『日本人の敬語生活史』（翰林書房） 1998
- 『日本語史論考』（和泉書院） 2001
- 『平家物語への旅』（人文書院） 2001

### 共著
- 『現代日本語』（西田良子共著、白帝社） 1974、のち桜楓社
- 『国語要説』（池上秋彦, 林巨樹共著、桜楓社） 1977
- 『日本語の使い方 話し方と書き方の常識』（西田良子共著、創元社） 1991
- 『浄福寺本・仮名書き往生要集 影印・翻刻・解説』（西田直樹共編著、おうふう） 1994